# Kanjon Matka
Kanjon Matka (značenje „maternica“) je kanjon koji se nalazi zapadno od Skoplja u Republici Makedoniji. Pruža se na otprilike 5,000 hektara, Matka je jedna od najpopularnijih destinacija na otvorenom u Republici Makedoniji i mjesto nekoliko srednjovjekovnih manastira. Jezero Matka u sklopu kanjona Matka najstarije je istoimeno umjetno jezero u zemlji.
Kanjon Matka je od 1994. godine proglašen za spomenik prirode. Počinje od sela Zdunje i teče kroz planinsku klisuru oko 30 kilometara do brane hidrocentrale Matka. Između najviše i najniže točke u kanjonu razlika iznosi 1400 metara. 
Kanjon Matka je stanište raznih biljaka i životinja, od kojih su neke endemske vrste za ovo područje. Oko 20% biljnog života može se naći samo u ovom kanjonu. Kanjon je također stanište 77 endemskih vrsta leptira. Špilje ovog kanjona stanište su za velike populacije šišmiša.